# Ngọc Tảo
Ngọc Tảo là một xã thuộc huyện Phúc Thọ, thành phố Hà Nội, Việt Nam.
Xã có diện tích 6,6 km², dân số năm 1999 là 6.857 người, mật độ dân số đạt 1.039 người/km².